# Kvarteret Tegen

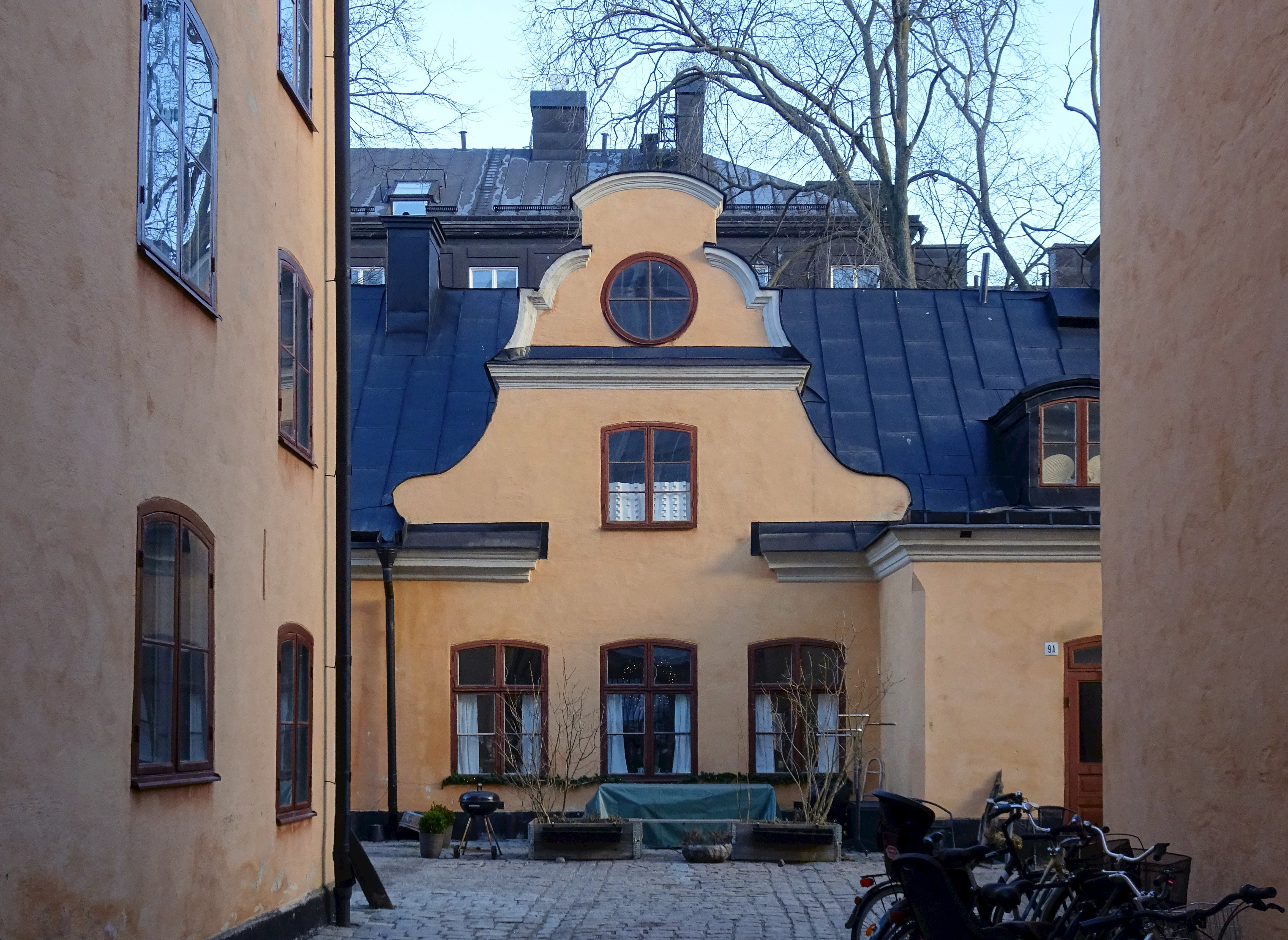
Kvarteret Tegen, innergården, sedd från Bjurholmsgatan, 2017.

Kvarteret Tegen ligger på Södermalm i Stockholm. Kvarteret består av en enda fastighet Tegen 2 som är bebyggd med kulturhistoriskt värdefulla hus från 1740-talet. Kring 1700-talets mitt fanns här Stockholms största bryggeri och mellan 1831 och 1933 nyttjades lokalerna av Katarina sjukhus. Bebyggelsen är blåklassad av Stadsmuseet i Stockholm, vilket innebär att husens kulturhistoriska värde motsvarar fordringarna för byggnadsminnen i kulturminneslagen. Enligt AB Stadsholmen, som äger anläggningen, är bebyggelsen ”ett unikt dokument över 1700-talets bryggerimiljö med samtliga stenhus bevarade”.

## Kvarteret

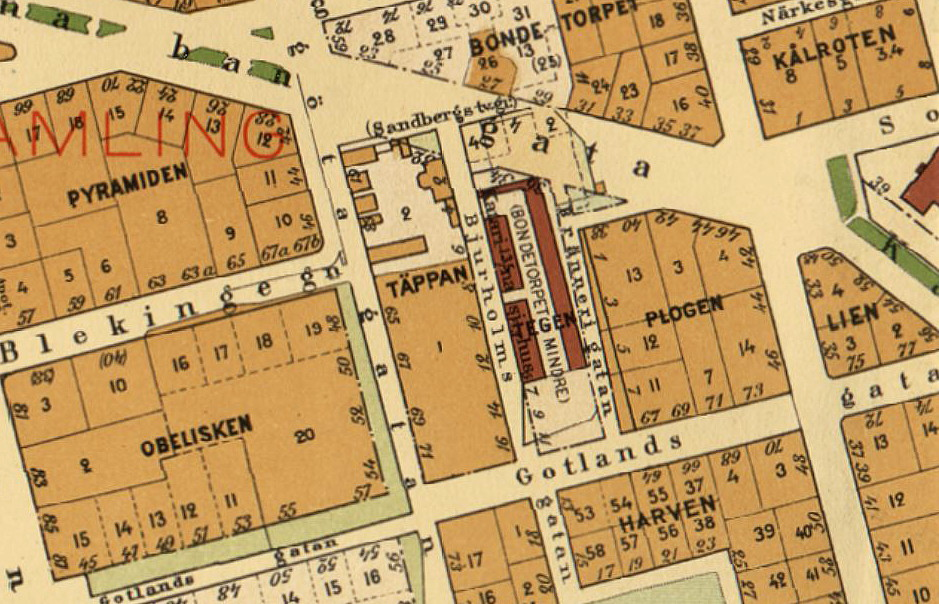
Kvarteret Tegen m.fl. 1930.

Kvarteret omges av Gotlandsgatan i söder, Brännerigatan i öster, Katarina Bangata i norr och Bjurholmsgatan i väster. Kvarteret har haft många olika storlekar och namn, bland annat Bondesonen mindre och Plogen. På 1930-talet bildades kvarteret Tegen, medan Plogen blev kvarteret öster om Tegen. Namnet tillhör samma lantbrukskategori som Plogen, Täppan, Harven, Lien, Räfsan och Bondetorpet vilka återfinns i närheten. 
När Katarina Bangata anlades på 1930-talet försvann en mindre del av fastighetens norra område. Kvarteret ligger på en sandås med riklig tillgång till gott och färskt vatten som gjorde området lämpligt för bryggeriverksamhet. Under 1700-talet fanns flera mindre bryggerier i grannkvarteren, vissa kom att utvecklas och levde vidare in på 1900-talet. En av den var Bjurholms Bryggeri som fanns kvar till 1910 och låg i kvarteret Täppan direkt väster om kvarteret Tegen.

## Bryggerier

### Ströms bryggeri

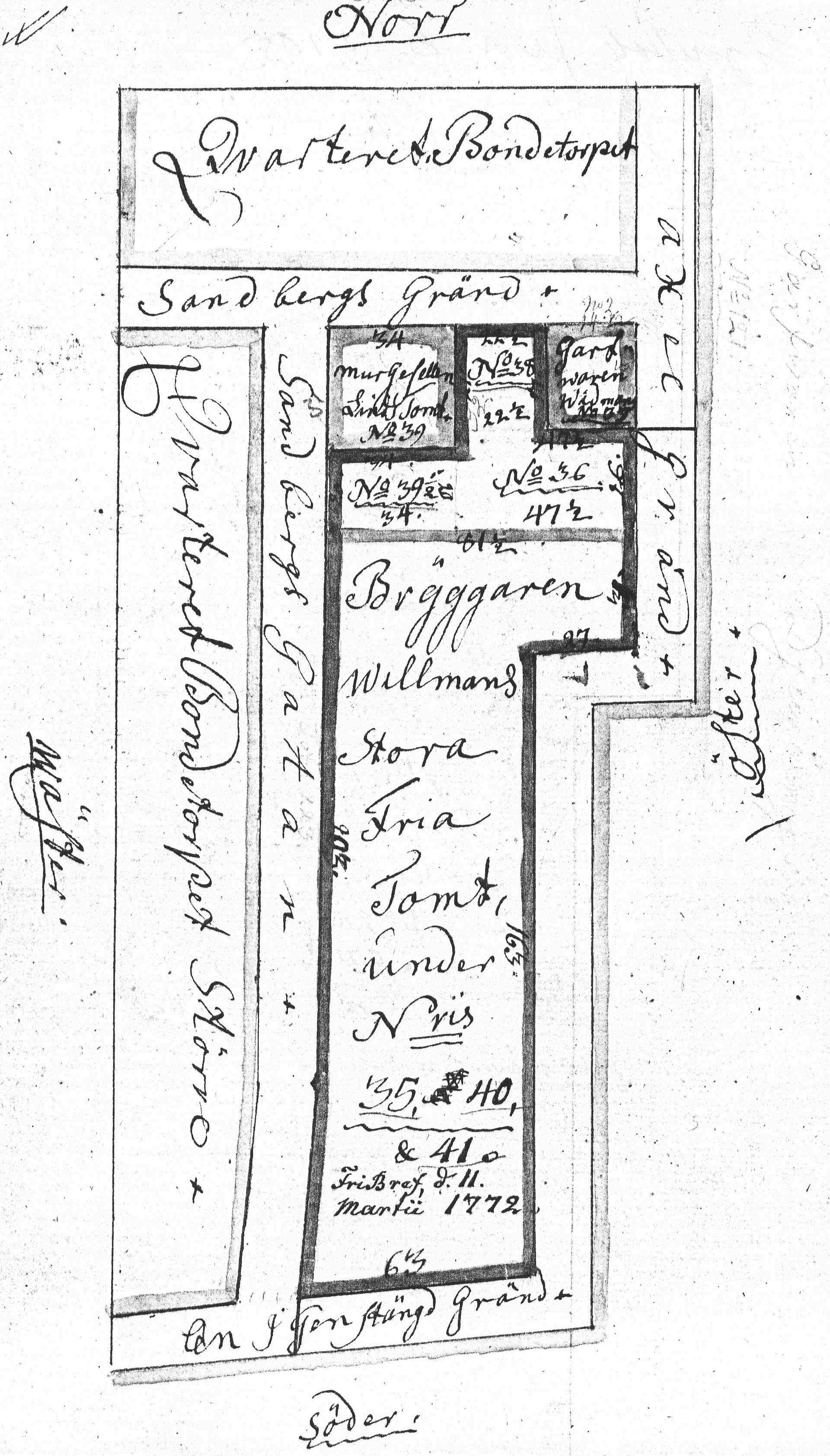
"Bryggaren Willmans stora fria tomt", 1780-tal.

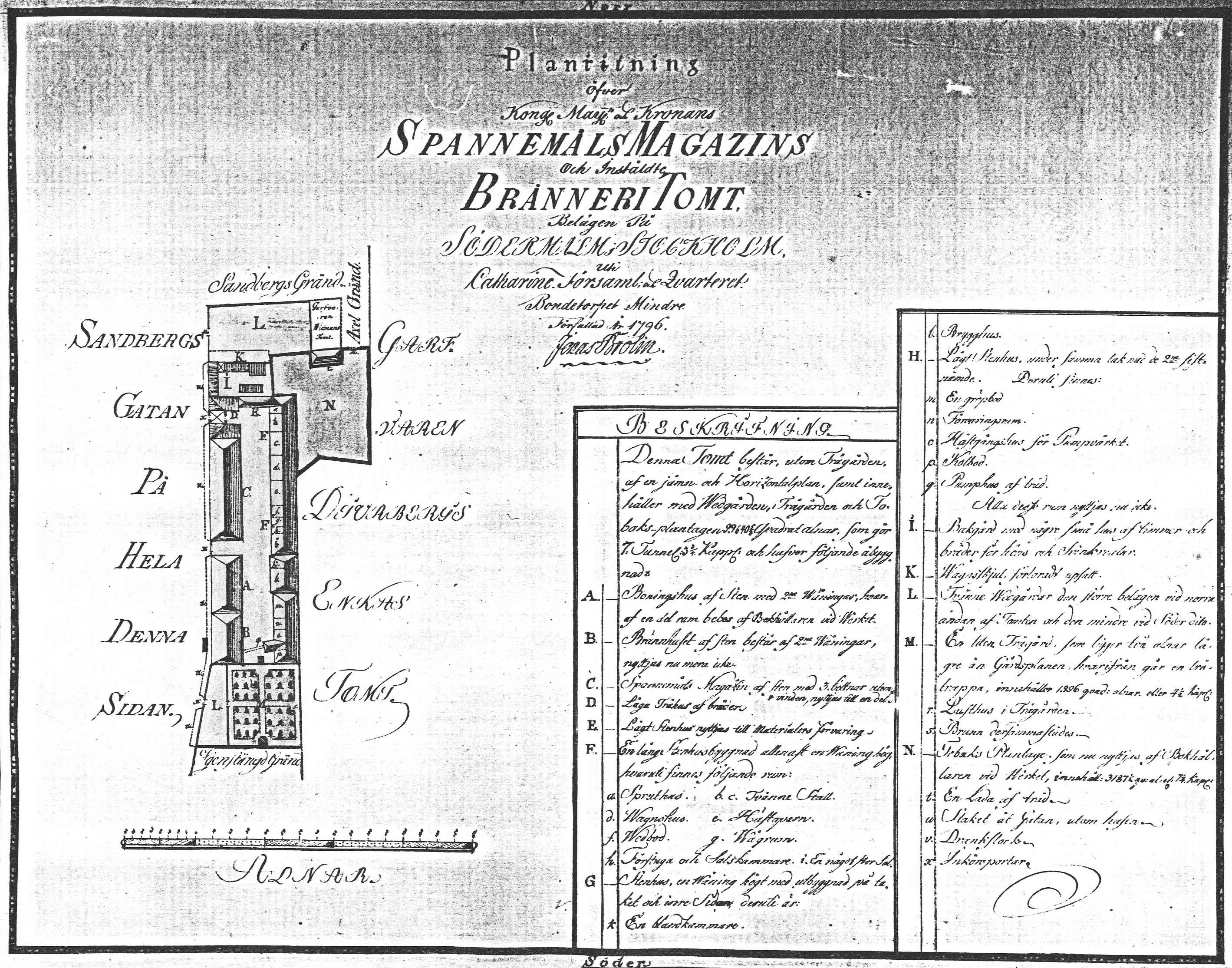
Södermalms Kronobränneriets byggnader, Brolins karta, 1796.

Omkring 1720 samlade handelsmannen och bryggaren Olof Ström flera mindre tomter ihop till kvarteret Bondetorpet Mindre. Här etablerade han en bryggeriverksamhet som utökades med tiden och fick sin nuvarande form och volym under 1740-talet. 
Ström byggde först i kvarterets södra del, med ett brännhus (nuvarande Bjurholmsgatan 1A), bostadshus (Bjurholmsgatan 1B och C), och ett brygghus (Bjurholmsgatan 9). Sedan utvidgade han verksamheten på tomtens norra del och lät uppföra ett spannmålsmagasin och ett mälthus (Bjurholmsgatan 3) samt en uthuslänga med bland annat stall, vagnshus samt ett fähus (Bjurholmsgatan 5–11). Till flera av byggarbetena anlitade han den från Tyskland inflyttade murmästaren Gottfried Franck (död 1759).
I princip var hela kvarteret bebyggt med sammanhängande längor som bildade en fyrkant kring en långsmal innergård. Infarten var från nuvarande Bjurholmsgatan. Mot öster (nuvarande Brännerigatan) vilade längan på en hög sockel av gråsten och mot dagens Gotlandsgatan fanns en liten trädgård (idag lekplatsen Bryggartäppan). Vid 1740-talet sysselsatte Ström elva drängar, en gosse och åtta pigor.
På 1700-talets mitt utvecklade sig Ströms bryggeri till Stockholms största i sitt slag och han blev en av stadens rikaste bryggare, dock inte på grund av bryggeriet utan affärer som han bedrev vid sidan om. Bland annat ägde han flera fastigheter och hade aktier i Svenska Ostindiska Companiet. Han var delägare i 16 skepp, ägde guld och silver och ett stort antal böcker. Han samlade förmögenhet uppgick till över en och en halv miljoner daler kopparmynt.

### Willmans bryggeri
År 1764 avled Ström, sjuk, ogift och utan barn, men förmögen. Arvet gick bland annat till syskon och syskonbarn, välgörenhet och en av hans medarbetare, betjänten Anders Willman med hustru, som ärvde själva bryggeriet. Då ingick samtliga byggnader, hela bryggeriutrustningen samt tolv hästar, tolv kor, höns och tre svin, dessutom råvaror och färdiga produkter, bland annat 54 fat öl, dricka och starköl. Han lät reparera och modernisera anläggningen och bland annat uppföra ett lusthus i trädgården. Under hans tid tillkom den fortfarande existerande portbyggnaden i nyantik stil med portal och smidesgrind från nuvarande Bjurholmsgatan. Ansvarig arkitekt var murmästare J.W. Dimling. Willmans bryggeri hade ungefär samma omfattning som den Strömska. Till arbetsstyrkan hörde tretton drängar och nio pigor.

### Katarina kronobränneri
År 1775 infördes statligt monopol på brännvinsbränningen med så kallade kronobrännerier, vilket drabbade den privata bryggerinäringen hårt och drev många i konkurs. År 1785 förvärvades Willmans bryggeri av staten för 11 000 riksdaler specie och fick namnet Katarina kronobränneri. På en karta upprättad 1796 av kartografen Jonas Brolin framgår tomtens och byggnadernas disposition. Kronobränneriet på Södermalm var ingen större framgång men drevs till 1827 då det beslutades genom kungligt brev att lokalerna skulle byggas om till ett sjukhus för fattiga.

## Katarina sjukhus
Sjukhuset invigdes 1831 och fick namnet Provisoriska sjukhuset och från 1878 Katarina sjukhus. Det var Stockholms första epidemisjukhus när det inrättades 1831 och kallades i folkmun Kopphuset (med anspelning på vattkoppor). 1861 framlades ett förslag till ny sjukhusbyggnad efter ritningar av arkitekt Albert Törnqvist. Projektet genomfördes aldrig. Bristen på vårdplatser för sinnessjuka ledde till att hela Katarina sjukhus omvandlades till Katarina sinnessjukhus 1902 med flera tillfälliga filialer. Verksamheten avvecklades 1933 och överfördes 1935 till det då nybyggda Beckomberga sjukhus i stadsdelen Bromma.

### Bilder, Katarina sjukhus

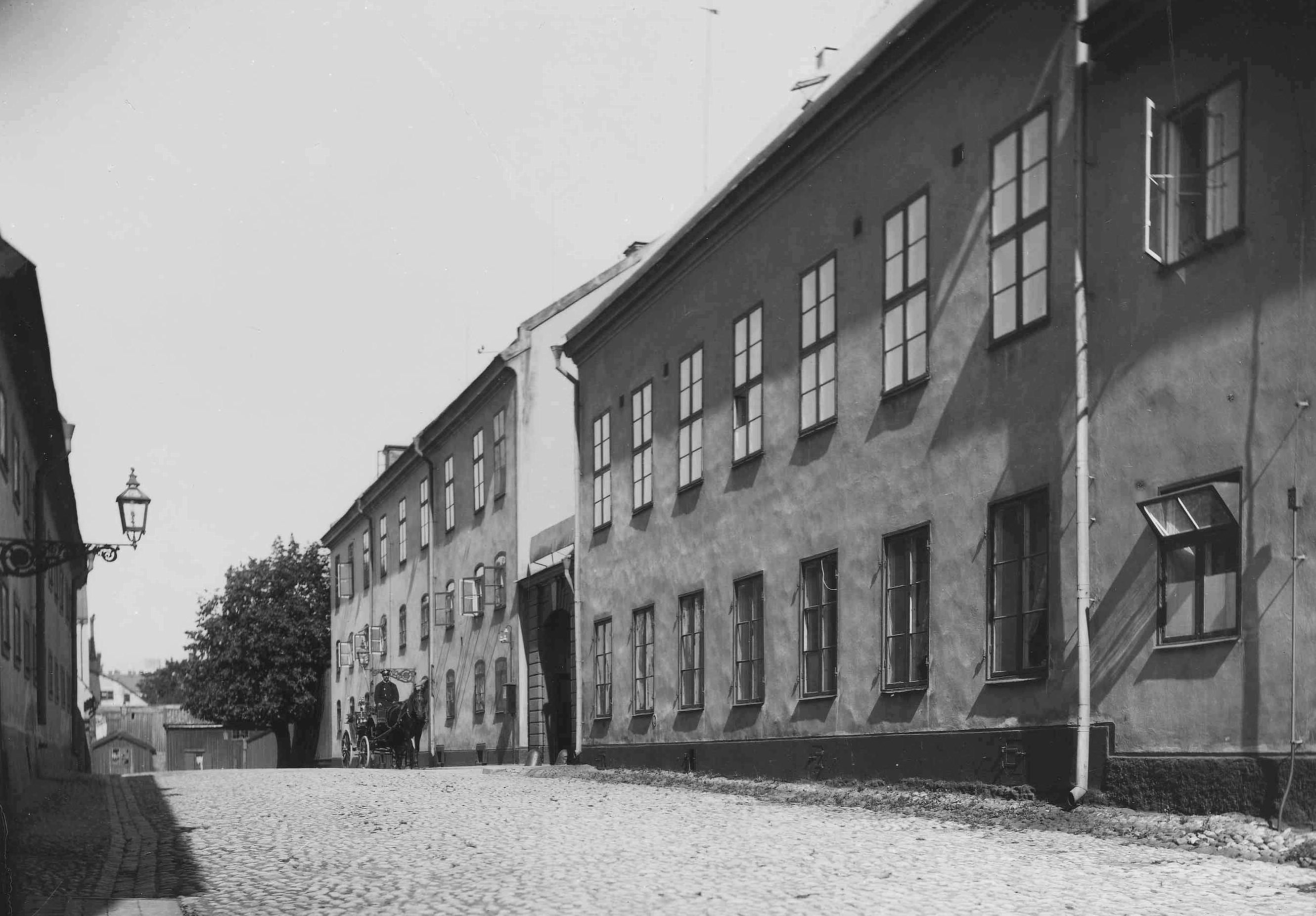
Fasad mot nuvarande Bjurholmsgatan omkring 1910.
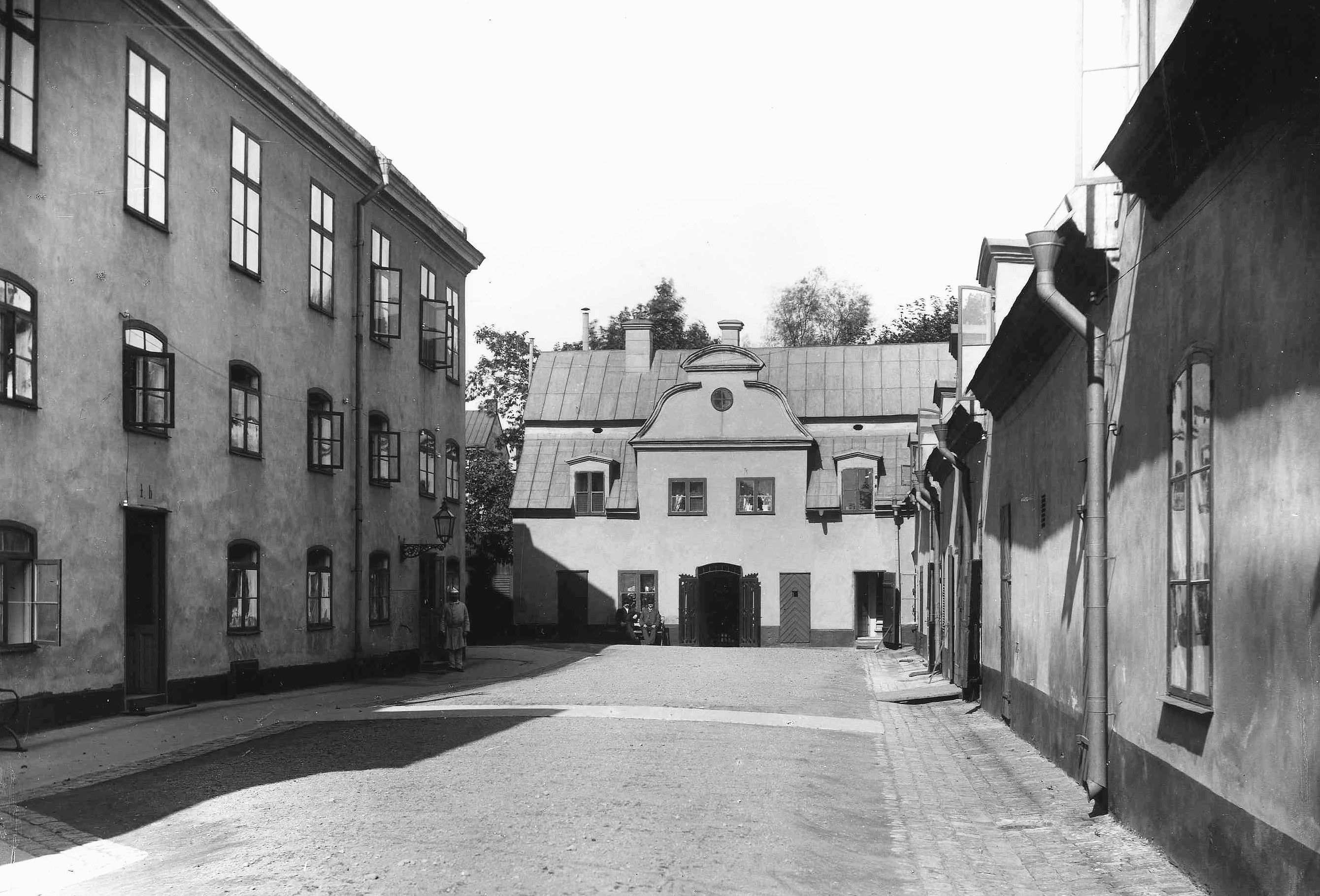
Innergården mot norr omkring 1910.
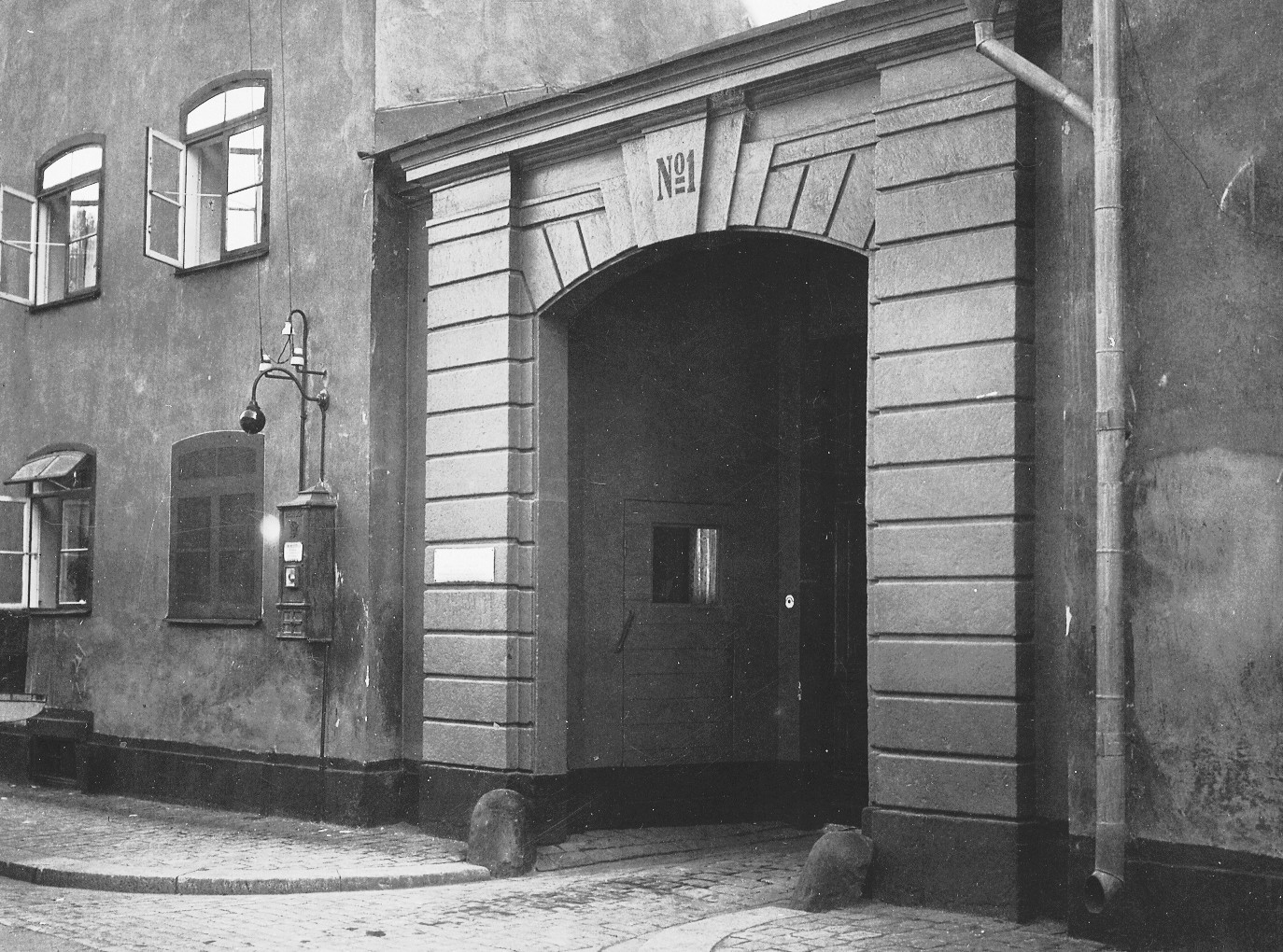
Portalbyggnaden omkring 1900.
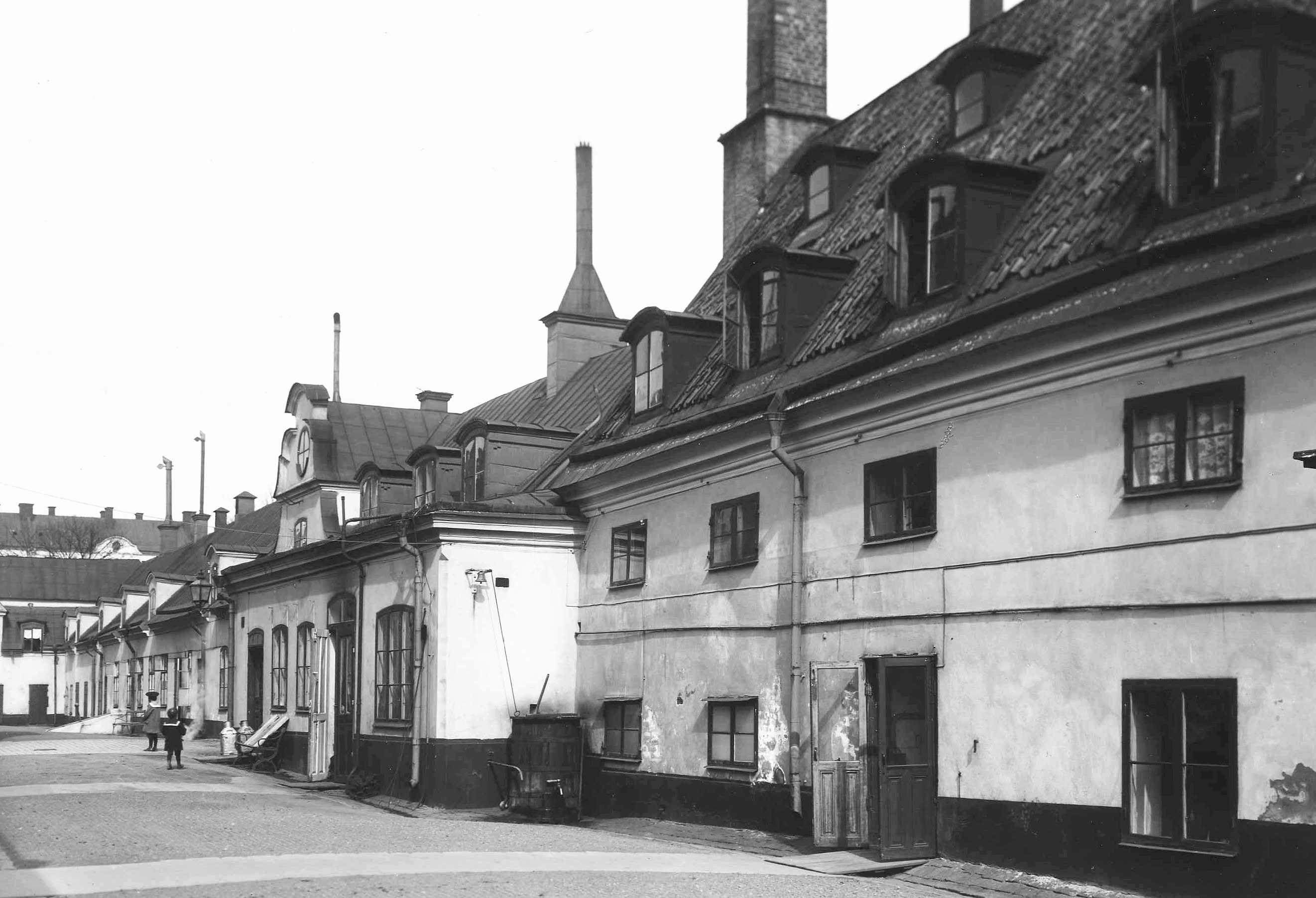
Östra längan, från innergården mot norr omkring 1900.
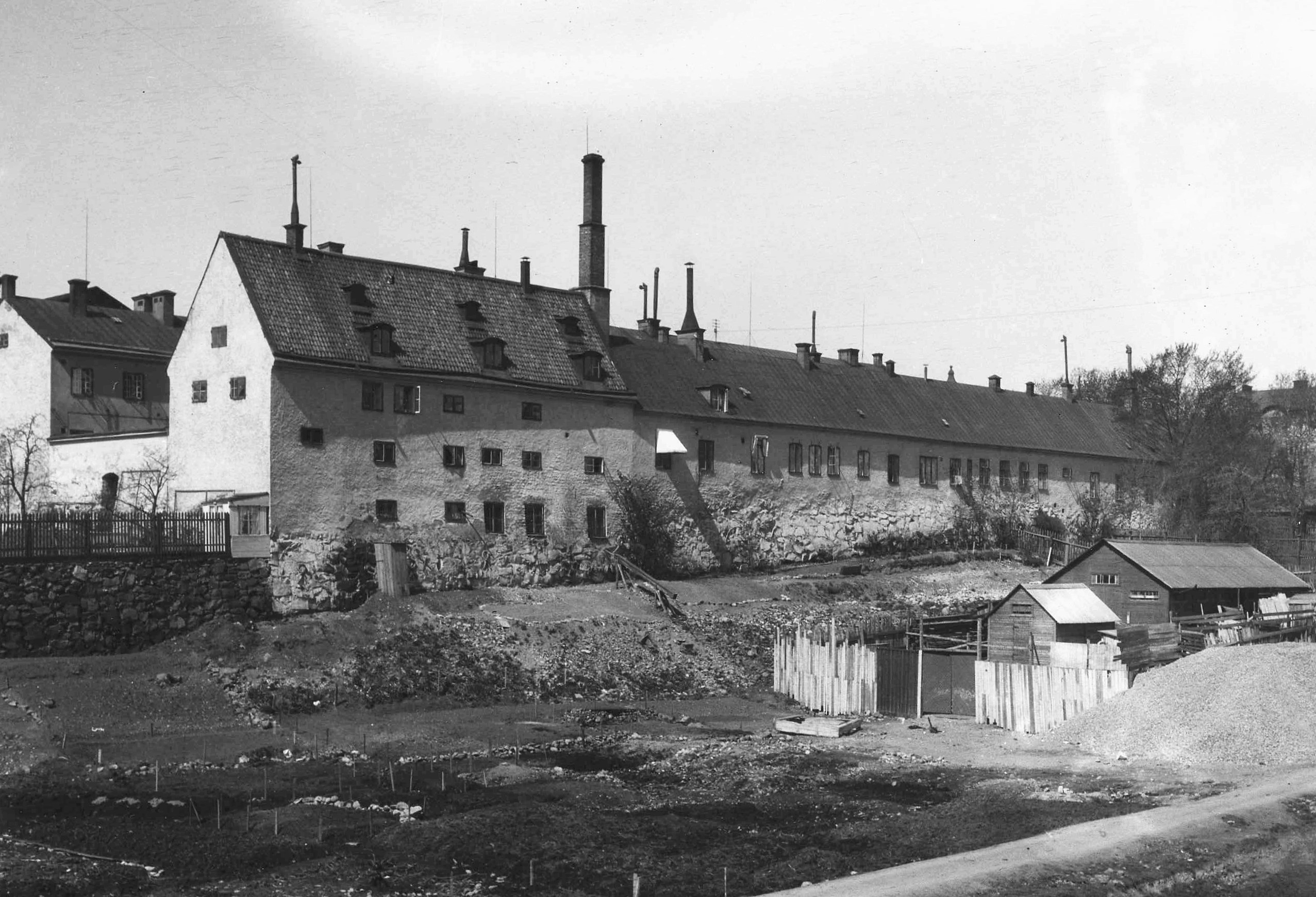
Fasad mot nuvarande Brännerigatan, i förgrunden det fortfarande obebyggda kvarteret Plogen.

## Efter sjukhustiden

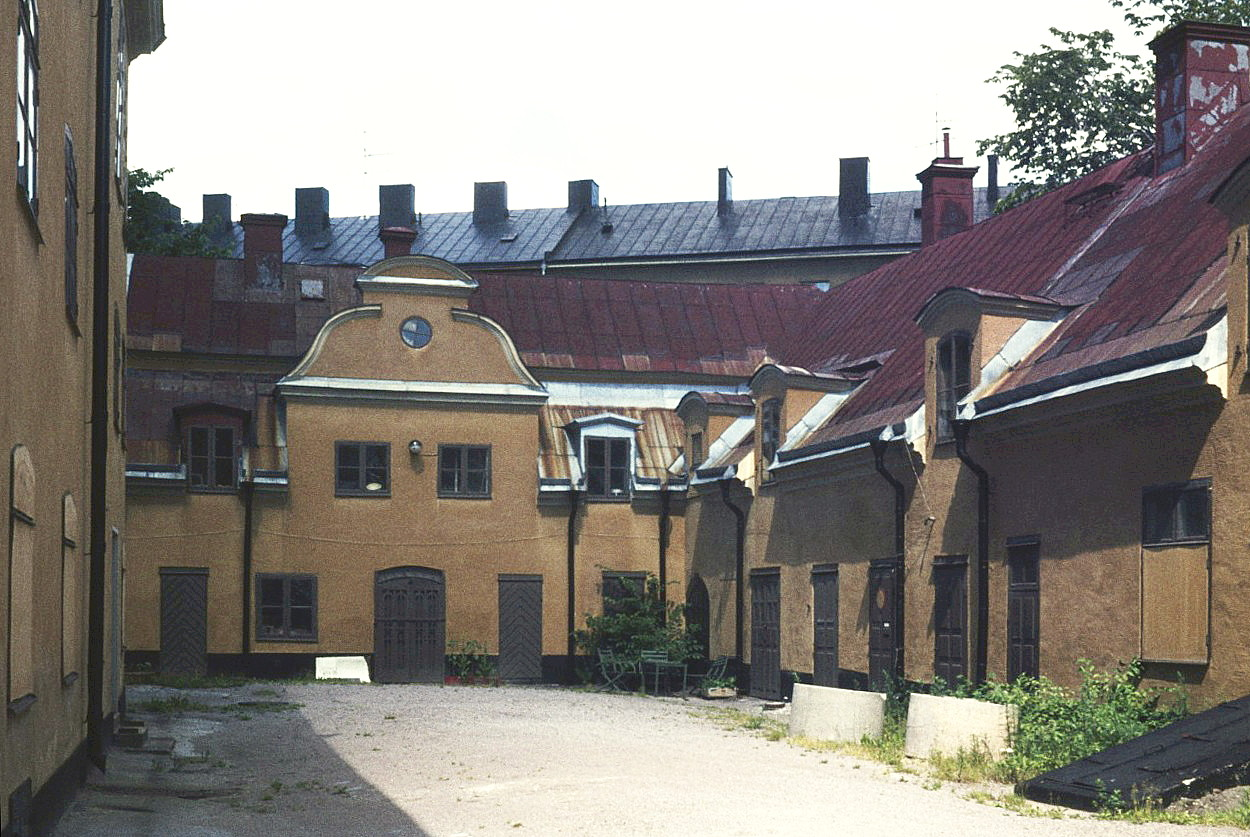
Innergården på 1960-talet.

Strax innan sjukhusverksamheten avslutades definitivt förvärvades fastigheten 1931 av Stockholms stad från staten. Till en början nyttjades lokalerna som lager och förråd, bland annat som militärförråd för arméförvaltningen. Redan 1939 kom förslaget att inreda husen till konstnärsateljéer och arkitekt Birger Borgström utarbetade ett förslag, men andra världskriget kom emellan. Efter kriget var byggsubstansen i dåligt skick. 1952 fasadrenoverades den norra delen av anläggningen. 1965 upprättade Borgström bygglovsritningarna, sedan började en etappvis ombyggnad och renovering för bostäder och ateljéer.  
I den första etappen 1962 renoverades det gamla bostadshuset (Bjurholmsgatan 1A och B). År 1968 påbörjades den andra etappen som berörde
Bjurholmsgatan 9–11 och Bjurholmsgatan 1A. 1990 uppfördes ett uthus med rödmålade träfasader på tomtens nordvästra del. Det var det enda nybygge sedan sjukhustiden och innehåller bland annat soprum. Byggnaderna med adress Bjurholmsgatan 3–7 renoverades 1995, därmed var hela kvarteret upprustat. Husnummer 5–11 ligger mot dagens Brännerigatan och samtliga entréer nås från innergården. Huvudingången till gården är fortfarande den gamla portalbyggnaden från Bjurholmsgatan. 
Vid renoveringen bibehölls byggnadernas karaktär med gul puts och fönster i liv med fasaden. I innergården ligger den ursprungliga stenläggningen kvar och två av husen smyckas fortfarande av en kraftfull formgiven frontespis i senbarock. Fastigheten Tegen 2 ägs och förvaltas sedan 2001 av kommunägda AB Stadsholmen.

### Nutida bilder

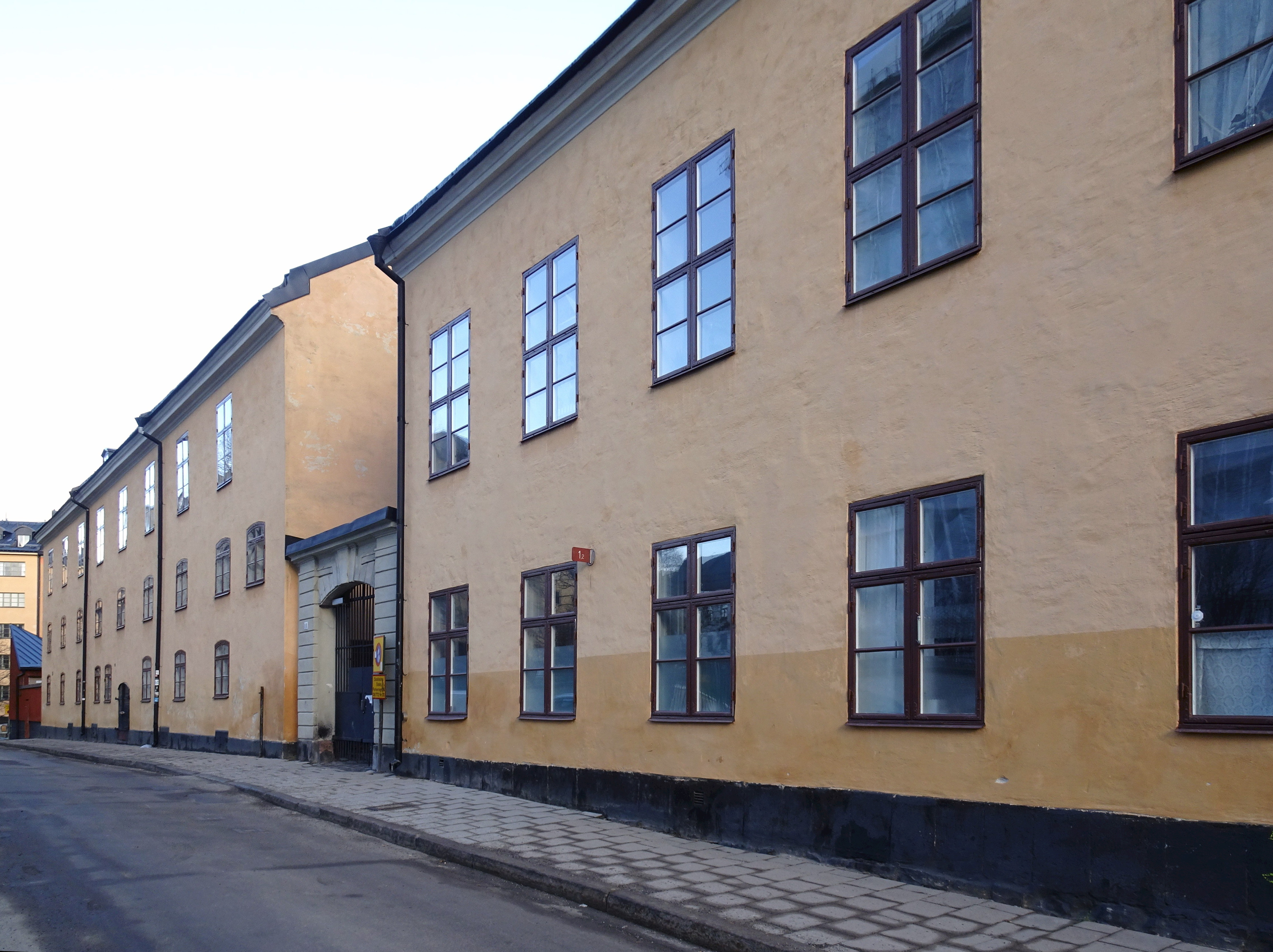
Fasad mot väster (Bjurholmsgatan)
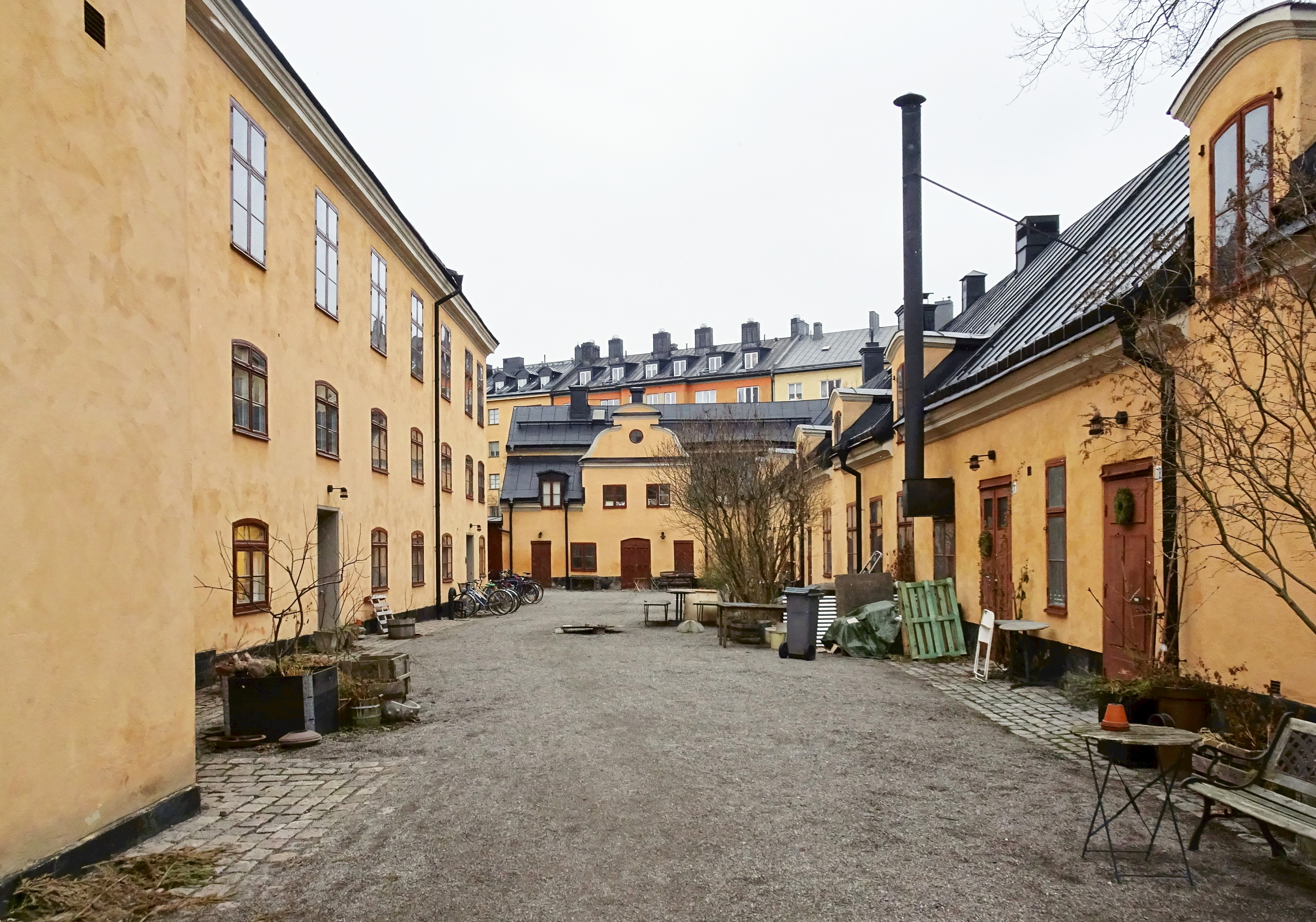
Innergården mot norr
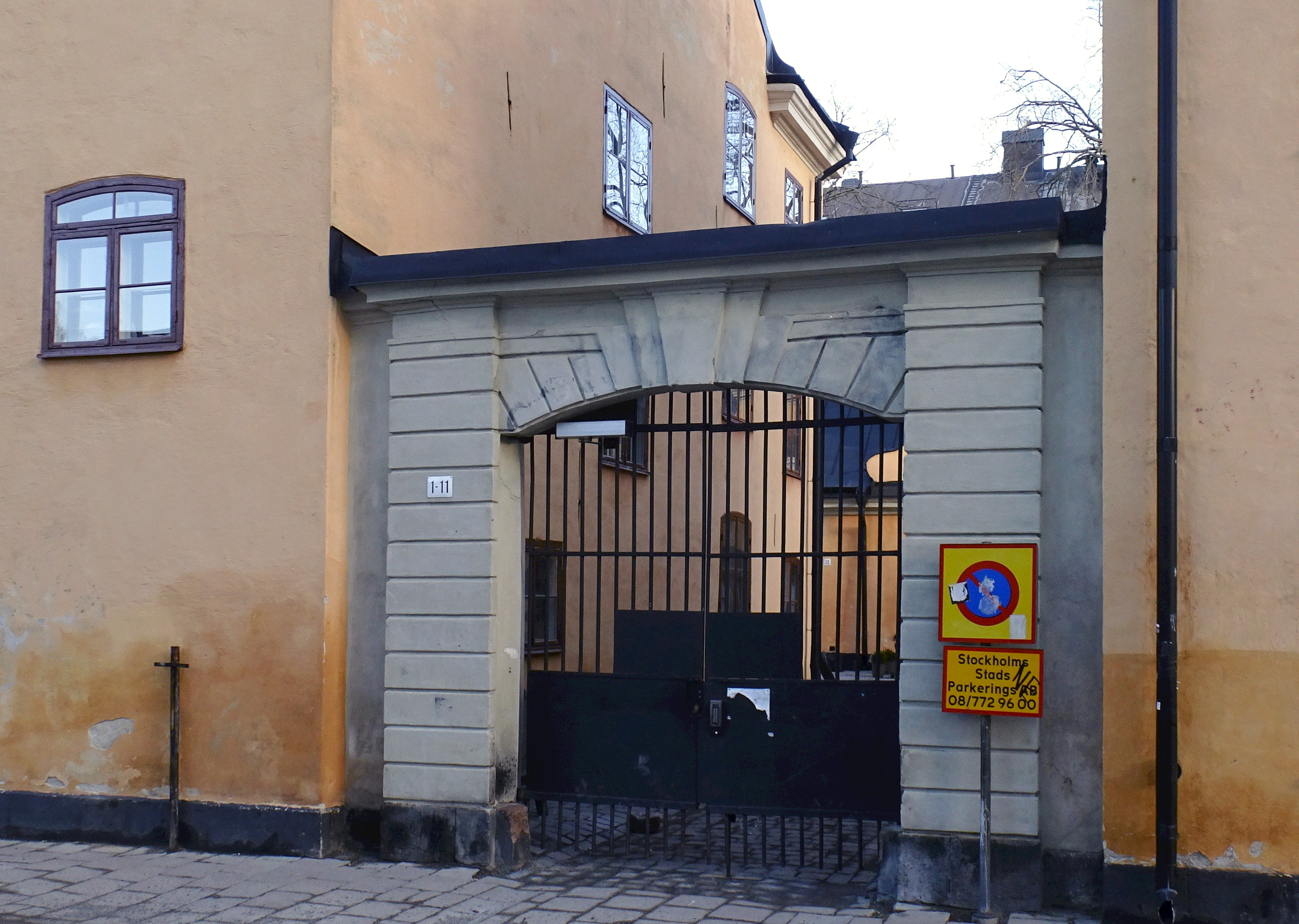
Portalbyggnaden (Bjurholmsgatan)
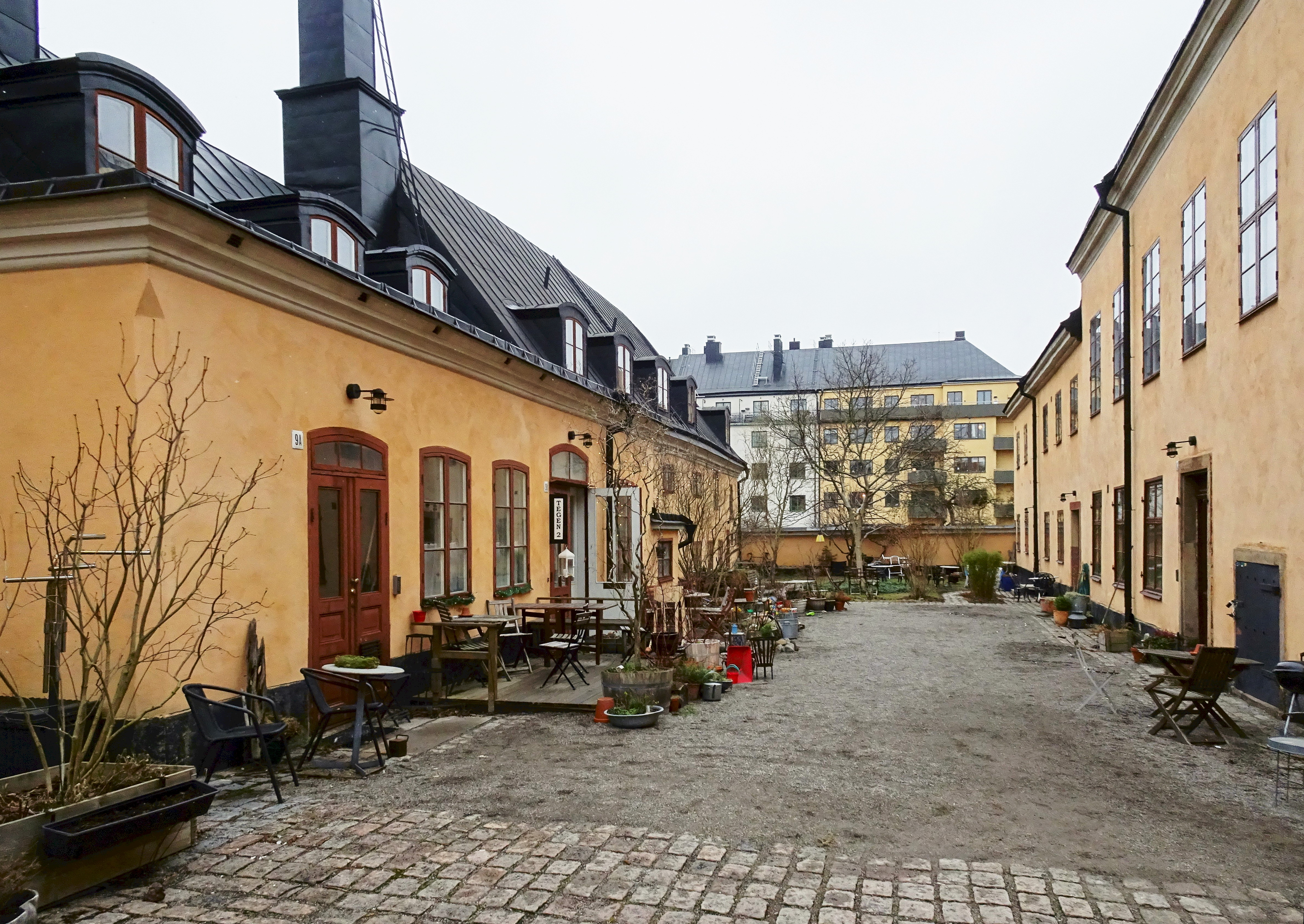
Innergården mot syd
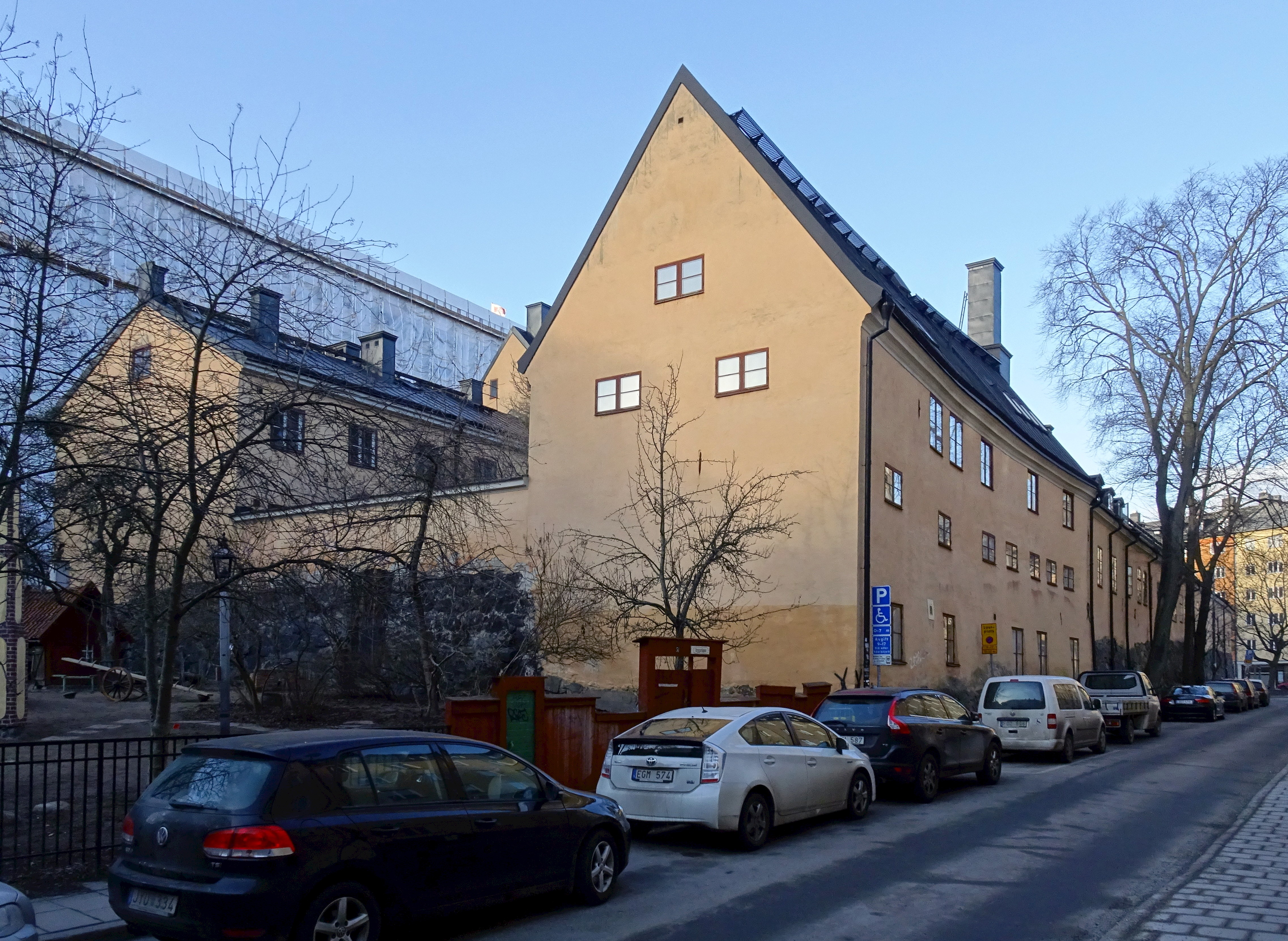
Fasaderna mot norr och öster (Brännerigatan)